# 伊能嘉矩
伊能 嘉矩（いのう かのり、慶応3年5月9日（1867年6月11日） - 大正14年（1925年）9月30日）は、日本の人類学者・民俗学者。明治時代においていち早く人類学を学び、特に台湾原住民の研究では膨大な成果を残した。郷里岩手県遠野地方の歴史・民俗・方言の研究にも取り組み、遠野民俗学の先駆者と言われた。梅陰という筆名での著作も多数ある。

## 来歴
慶応3年（1867年）、横田村（現在の岩手県遠野市東舘町）に生まれる。父母を早くに亡くしたが、両祖父から漢学・国学・国史などを学び、若くして学才を発揮する。明治18年（1885年）、上京して斯文黌に学ぶ。自由民権運動にも参加し、岩手県に戻り入学した岩手師範学校では寄宿舎騒動の首謀者とみなされ放校処分を受ける。1889年3月、再び上京。成達書院で漢学と歴史を学びながら、東京毎日新聞社に入社。その後、東京毎日新聞、教育評論、教育報知、大日本教育新聞の記者を務めた。明治26年（1893年）東京帝国大学で坪井正五郎から人類学を学び、鳥居龍蔵と出会った。明治27年（1893年）12月、鳥居と週一回行う人類学講習会を催した。
明治28年（1895年）、日清戦争の結果、日本に割譲された台湾に目を付け、台湾総督府雇員となり明治29年（1896年）8月多田綱輔、宮村栄一と共に台湾に渡り、台湾全土にわたる人類学調査に取り掛かった。その調査結果は、『台湾蕃人事情』として台湾総督府民政部文書課から刊行された（粟野伝之丞との共著）。
1898年に一時帰国。1899年12月（明治32年）台湾民政局殖産局の所属として台湾に戻るが、1906年（明治39年）1月、祖父の面倒を見るために再び帰国。帰国後は、郷里遠野を中心とした調査・研究を行うようになる。この間の著作に『上閉伊郡志』『岩手県史』『遠野夜話』などがある。研究を通じて柳田國男と交流を持つようになった。郷里の後輩である佐々木喜善とともに柳田の『遠野物語』成立に影響を与えた。
大正14年（1925年）、台湾滞在中に感染したマラリアが再発するという思いがけない死を迎えた。59歳であった。死後、柳田は伊能の残した台湾研究の遺稿の出版に力を注ぎ、それは昭和3年（1928年）『台湾文化志』として刊行された。

## 関連書籍
- 山田仁史 「伊能嘉矩 - 『遠野物語』の先駆者」『東北人の自画像』 三浦秀一編、東北大学出版会、2008年、87-128頁。